# Пуэрто-Кайседо
Пуэрто-Кайседо (исп. Puerto Caicedo) — город и муниципалитет на юге Колумбии, на территории департамента Путумайо.

## История
Поселение, из которого позднее вырос город, было основано в 1921 году. Муниципалитет Пуэрто-Кайседо был выделен в отдельную административную единицу 24 ноября 1992 года.

## Географическое положение

Муниципалитет Пуэрто-Кайседо

Город расположен в западной части департамента, в пределах Амазонского природно-территориального комплекса, на левом берегу реки Путумайо, на расстоянии приблизительно 51 километра к югу от города Мокоа, административного центра департамента. Абсолютная высота — 275 метров над уровнем моря.
Муниципалитет Пуэрто-Кайседо граничит на севере с территорией муниципалитета Вильягарсон, на северо-востоке — с муниципалитетом Мокоа, на востоке — с муниципалитетом Пуэрто-Гусман, на юге — с муниципалитетом Пуэрто-Асис, на западе — с муниципалитетом Орито. Площадь муниципалитета составляет 864,4 км².

## Население
По данным Национального административного департамента статистики Колумбии, совокупная численность населения города и муниципалитета в 2024 году составляла 17 043 человека.
Динамика численности населения муниципалитета по годам:
| 2005   | 2010   | 2015   | 2020   | 2021   | 2022   | 2023   | 2024   |
| ------ | ------ | ------ | ------ | ------ | ------ | ------ | ------ |
| 14 206 | 14 363 | 14 575 | 16 314 | 16 310 | 16 563 | 16 823 | 17 043 |

## Транспорт
Через город проходит национальное шоссе № 45 (исп. Ruta Nacional 45).